# Молотилка

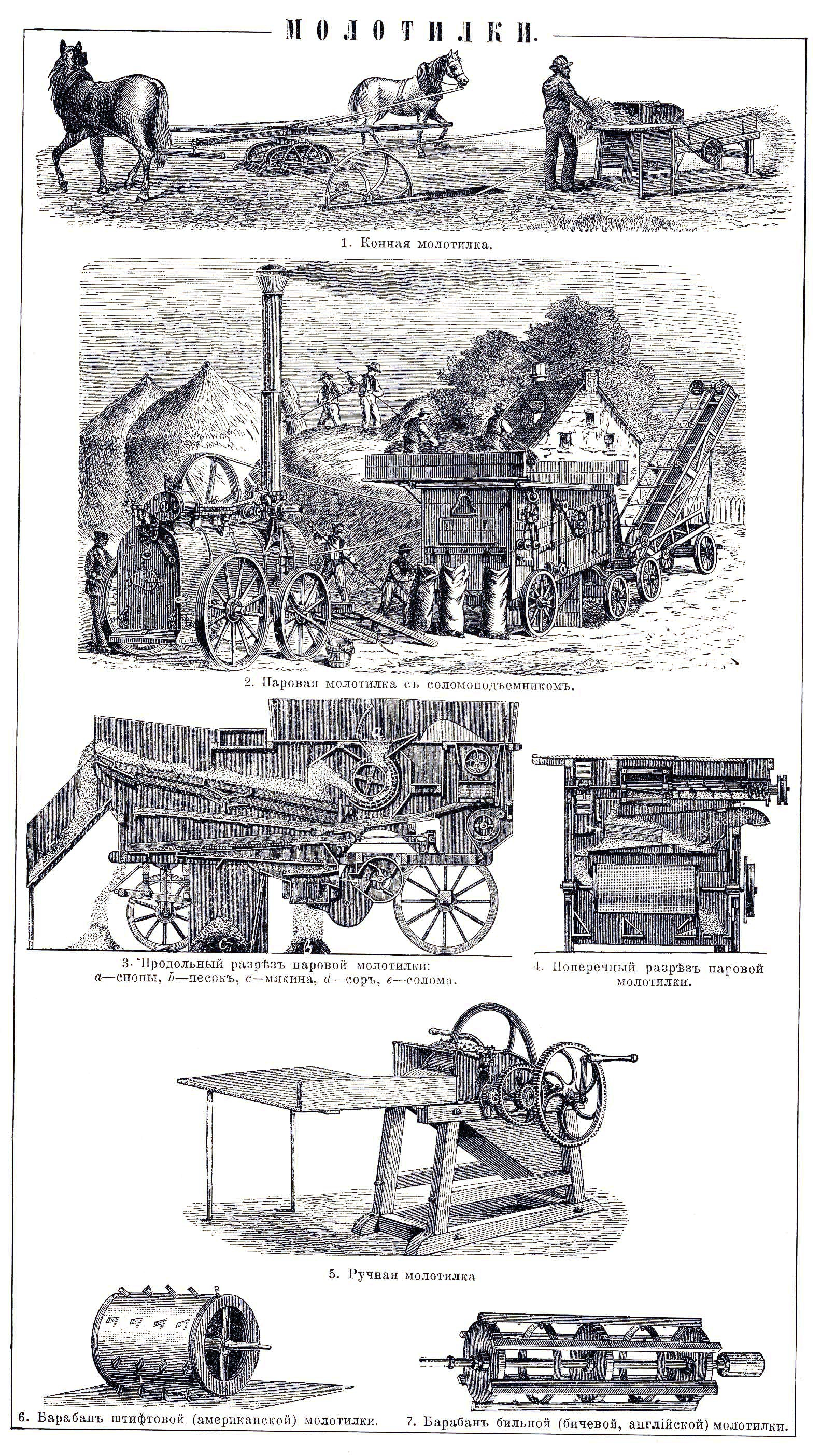
Молотилки:
- 1 — конная молотилка;
- 2 — паровая молотилка с соломоподъёмником;
- 3 — продольный разрез паровой молотилки:
- a — снопы;
- b — песок;
- c — мякина;
- d — сор;
- e — солома;
- 4 — поперечный разрез паровой молотилки;
- 5 — ручная молотилка;
- 6 — барабан штифтовой (американской) молотилки;
- 7 — барабан бильной (бичевой, английской) молотилки.

Молотилка — механизм или его часть, предназначенный для молотьбы некоторых сельскохозяйственных культур с целью отделения семян от початков и колосьев.
Необходимость машин для обмолота хлеба сделалась ощутимой во многих странах ещё в XVIII веке. Уже тогда старались молотить сельхозкультуры различными машинами. После нескольких неудачных попыток применения механической силы для приведения в движение обыкновенных цепов, катков, толчей и разного устройства мельниц шотландцу Эндрю Мейклю пришла мысль употребить для молотьбы быстро вращающийся барабан. На деле эта мысль была осуществлена в 1786 году сыном Мейкля.
Построенная им в этом году машина, согласно ЭСБЕ, являлась первой удачно скомбинированной молотилкой. По месту построения первой молотилки за ними, на весьма продолжительное время, утвердилось название шотландских или английских. Эта система держалась в Старом Свете очень долго, так что ещё на Лондонской всемирной выставке в 1851 года все экспонированные молотилки принадлежали системе Мейкля.
В России первое молотильное устройство было создано в 1655 году мастеровыми Андреем Терентьевым и Моисеем Криком.
С течением времени эти молотилки подвергались значительным изменениям и усовершенствованиям.
Основными видами молотилок являются: околотная, льяная, овощная и кукурузная.